# 張慶忠
張慶忠（1951年12月14日—），中國國民黨籍，新北市瑞芳區人，籍貫福建省金門縣青嶼。其父張孫賢為瑞芳礦工出身，在選舉時自居「礦工之子」。曾任新北市中和區立法委員。妻子為新北市議員陳錦錠，次子為現任立法委員張智倫。
曾於瑞芳高工、中華大學任教，曾為台北縣政府工務局技士及經營建築業（漢寶開發建設）、消防業、加油站與汽車旅館（俗稱摩鐵）。

## 早年
張慶忠能進入政圈有勞其妻陳錦錠義父趙長江扶持，趙長江曾長期出任國民黨籍台北縣議員、國大代表，是中和地區「林江派」勢力大老，其子江上清曾為國民黨籍臺北縣中和市市長。
1999年2月27日，張慶忠與象山集團總裁江道生共同買下《自立晚報》，江道生接手經營《自立晚報》；但1999年3月25日，《自立晚報》召開董事會，張慶忠退股，江道生因無力吃下張慶忠股權而退出經營，張慶忠全數購入江道生股權而接手經營《自立晚報》至2000年。

## 從政
趙長江另一子趙永清原為民主進步黨同選區立委，二人在第七屆立委選舉期間牽扯過往恩怨，導致兩家在選舉期間撕破臉，同時趙永清亦力打張慶忠家族經營不少汽車旅館、炒地皮、包攬工程、買票、散發黑函，然而張慶忠仍獲益於藍營票倉中和選區大勝趙永清。
2007年曾受到同黨立委李慶華批評為「收買人頭黨員」。

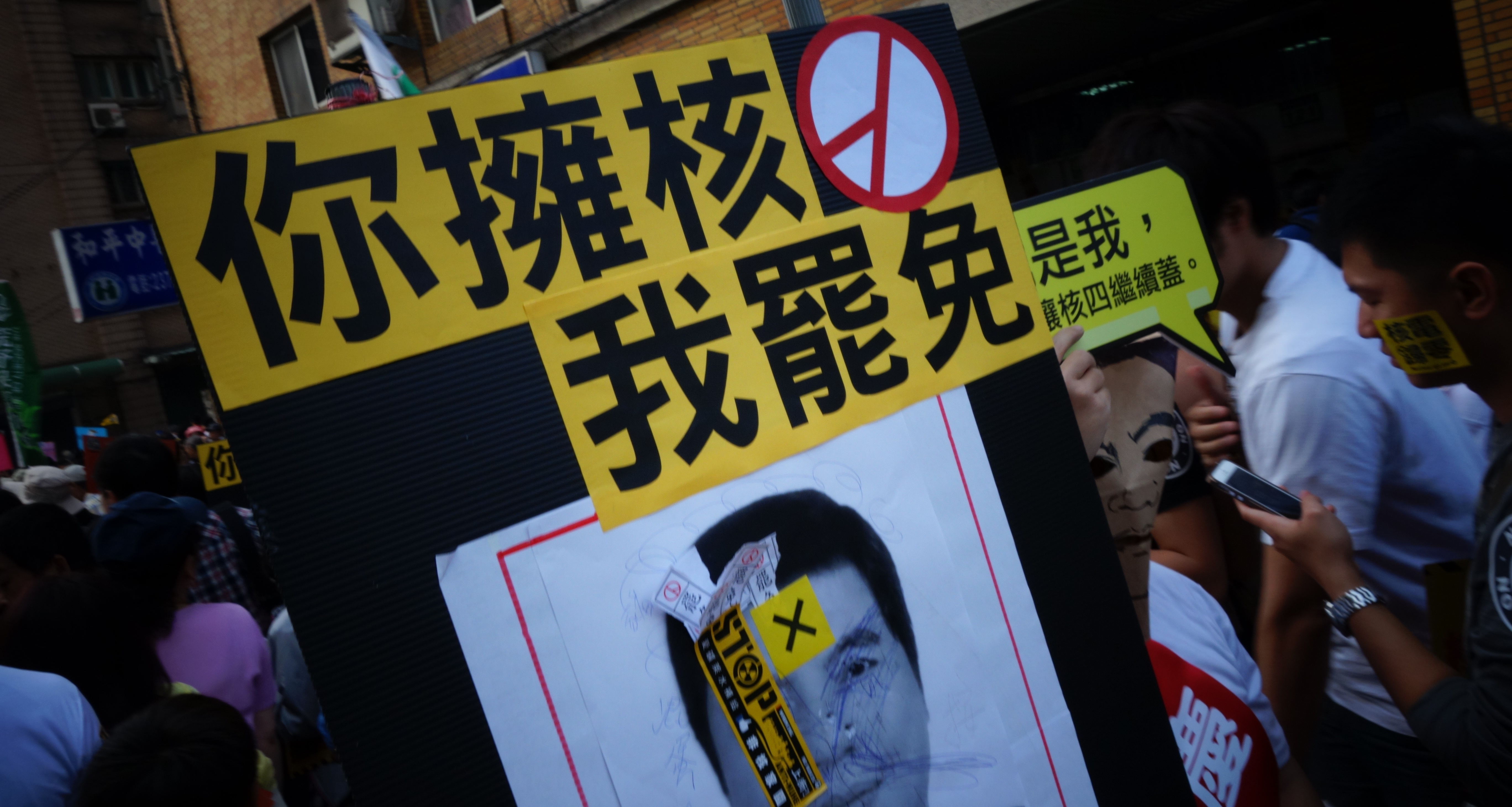
2013年反核四遊行標語

2014年擔任立法院內政委員會召集委員，在30秒之內將服貿協議送交院會，引起存查爭議，有黑箱之虞。此事進而引發部分民眾反彈示威，在3月18日開始佔領國會議場（時稱佔領國會事件，後演變為「太陽花學運」），進而促使台灣民眾關注議題，張慶忠也因30秒事件而遭部分台灣民眾譏諷為「半分忠」、「護航忠」。
2016年挑戰第四度連任立法委員失利，敗給了時任民進黨新北市議員，也是趙永清表弟的江永昌。

## 事件及爭議

### 中和摩鐵王
張慶忠在中永和大量投資汽車旅館（俗稱摩鐵），被戲稱「中和摩鐵王」
。其中，愛摩兒汽車旅館因位在永平國小旁，而衍生出情人旅館位於學區內的爭議。
2007年，時任中和市副市長、現任立法院院長韓國瑜打算再戰國會，即曾在黨內初選中指出張慶忠為「七星級情色賓館大亨」後，韓國瑜隨即被臺北縣黨部立即取消參選資格。韓國瑜表示，自己並沒有違反黨部內規，被取消資格很不服氣，拒絕接受，認為是李慶華率先爆料涉及張慶忠的情色賓館文宣 ，但是李慶華卻沒有被取消資格，認為黨部是雙重標準。
2009年吳育昇婚外情案延燒多位國民黨立委時，張慶忠在立法院與立委們開玩笑說:「大家以後要開房間，就到他開的摩鐵，如果被拍到，就說是去找張慶忠不就沒事了！」

### 初選舞弊疑雲
2007年，台北縣（今新北市）第八選區立委李慶華於中國國民黨內初選意外敗給張慶忠，李慶華舉出數百筆疑似「人頭黨員」的資料，嚴詞痛批張慶忠作弊、黨部包庇聯合舞弊、賄選，他質問國民黨中央「是否要提名作弊的人？如果提名「賓館大王」參選，選擇和黑金站在一起，如何號召改革？整個初選過程對國民黨改革是最大的諷刺。張慶忠當立委3年來不問政，是台北縣三大賓館的老闆，竟然黨員票比吳伯雄多出一倍，真的可以選黨主席。」
李慶華說已檢舉人頭黨員的問題多時，連中和黨部主委都坦承情況嚴重。原本黨員只有兩三千人，突然多出五千名假黨員，而且很多是地址相同，或者是地址不同，卻家裡電話甚至行動電話號碼都一樣，這不是人頭黨員是什麼？「這個台灣奇蹟怎麼做到的，國民黨包庇張慶忠。」2006年12月26至28日是黨員具有投票資格的最後期限，因為人數暴增，地方黨部一時作業不及，竟然讓張慶忠的人進去輸入黨員資料，真的到了無法無天的地步，黨中央可以坐視人頭黨員的問題，可以主謀不處理，只處理臨時演員？是因為張慶忠財力雄厚，是高層關係不錯。
李慶華也舉TVBS的民調數字顯示，他高出張慶忠一倍多，最後會落敗，是因為張慶忠利用電話轉接，結果都轉到組頭的電話。他強調，小偷、證物都抓到了，黨中央應撤銷張慶忠的參選資格，否則一定會追究到底。李慶華質疑，黨部規定不能用遊覽車載黨員投票，但是用小巴士、中巴士可以嗎？
張慶忠則稱自己照遊戲規則走，「大家是追隨馬主席，來加入國民黨，所以他說人頭黨員，根本就是不存在。」

### 服貿協議爭議
張慶忠身為國民黨黨團副書記長與內政委員會召集人，為了展現出議事效率以及符合2012立委選舉民意，於2013年9月30日起在立法院排定三天內，舉行八場服貿協議公聽會，故遭業者、工會、在野黨、社會團體等批評張「為貫徹馬意、罔顧民意，只想矇混過關，虛應故事，完全漠視程序正義，踐踏民主審議，違反國會議事規則，敗壞代議政治，應送紀律委員會。」
對於張慶忠強行安排審查、激化朝野對抗，中央研究院法律研究所副研究員黃國昌抨擊「張慶忠『銜命』做出三天八場公聽的荒唐決定，比小學生趕交作業更草率！視國會公聽程序為兒戲、把全民當傻子，胡混過水程序褻瀆民主價值。」台灣團結聯盟立院黨團表明：「將不惜流血抗爭，並杯葛組織改造法案與年度總預算案等議事。」
在第一場公聽會上，民進黨立委段宜康商借予張慶忠一天時間，讓原本3天8場（包含兩場晚上時段）的公聽會排程，得以成為沒有晚上場次的4天8場排程。
2014年3月17日，下午14時30分，張慶忠進入會場，在國民黨立委盧嘉辰、廖國棟等人戒護下，往主席台走去，民進黨立委們連忙趕過來包圍。眼見無法突破封鎖線，張慶忠在現場四處遊走，最後於14時39分在會議室後方拿著無線麥克風，趁亂宣布「開會，將服貿協議案送院會存查」，隨即「宣布散會」。
國民黨黨團記者會結束後，馬英九特地致電大黨鞭林鴻池，除向黨團致意感謝辛勞外，並特地關切張慶忠如何宣布、程序是否完備。林則向馬表示，當時張在確認已足法定人數下宣布開會，並宣布將服貿送交院會存查。
而張慶忠的作為，被社運團體指為草率，群情激憤，引爆了社會運動：民眾湧入立法院議事廳內示威抗議，即佔領國會事件（或作太陽花學運）。

### 手機圖片之爭議
張慶忠常年在手機桌面放置連勝文之妻蔡依珊照片，引發爭議，2015年4月被記者詢問後，張慶忠已改用自己的太太－－新北市議員陳錦錠的照片。

### 桃園機場特權爭議
張慶忠2015年8月9日上午於桃園機場通關時，測出金屬物體發出聲響，航警人員請他脫下手表與皮帶，張卻從口袋拿出名片，遞交給安檢人員；安檢人員請他再次配合飛航安全標準程序，重走安檢門。張慶忠不願配合，安檢人員建議可申請走公務門；張慶忠氣得要求找安檢主管「訓話」。張說僅「建議」航警在安檢程序有檢討空間，否認耍特權。

### 遭指控奪人地產
《周刊王》報導，前永和市民代表劉枝發曾與張慶忠的營造公司在劉家祖產土地上興建大樓。不料遇上921地震，劉發現梁柱歪斜、灌漿不實等瑕疵，拒付工程款，導致土地被拍賣，而新地主竟成了張慶忠的姪子。劉覺得都是張慶忠從中運作吞其土地，劉更控訴，「張慶忠抽我銀根害土地遭拍賣，趁機奪產，921當天將抬棺抗議！」劉枝發胞兄劉阿水說，劉家早期務農，辛苦打拚才買下一塊土地，當時張慶忠就慫恿蓋房，結果土地竟被拍賣，還轉到張的姪子名下，「我們家多是做工的，沒讀書、什麼都不會，現在後代因房子沒蓋成沒地方住，土地還被喫掉。張慶忠都說一套做一套，我們拿他沒辦法。」《周刊王》記者多次以電話聯絡張慶忠，希望能面對面採訪，但張皆以忙於會議拒絕。張僅在電話中表示，整件事情他並不清楚，他也很希望趕快把房子蓋好，認為房屋修復是劉家兩兄弟要先溝通，他只是局外人，僅幫忙居中協調，跟他沒有關係。但記者追問關鍵性問題，包括是否曾施壓銀行、為何土地轉移至他姪兒名下等，張慶忠則答以「不予評論」。

### 么子張鈞詠毆打記者
2015年11月22日下午，張慶忠之么子張鈞詠，以助理身分隨父參與新北市板橋區舉辦的中國國民黨121週年黨慶活動，散場時，中天新聞台攝影記者郭先揚在拍攝過程中，不小心撞到張鈞詠，張鈞詠隨即大罵三字經，並對郭姓記者公然動粗、鎖喉及弄壞郭姓記者攝影機部分零件，造成郭姓記者受傷。報導爆發後，事隔一天，張慶忠、陳錦錠帶著張鈞詠到中天電視台，當場鞠躬道歉卻吃到閉門羹，而被毆打的郭姓記者及中天電視堅持決定向法院提告。

### 長子張瑞鼎被控家暴懷孕未婚妻、多年嫖妓
2022年2月10日，張瑞鼎前未婚妻提出民事訴訟，控訴遭到家暴，女方在懷胎兩個月的情形下被打到流產，還遭其軟禁兩天才送醫。前未婚妻還控訴張瑞鼎多次嫖妓，名單其中還包括有外景主持人、電競實況主、網美和空姐。

## 選舉紀錄
| 年度 | 選舉屆數               | 選舉區           | 所屬政黨   | 得票數  | 得票率 | 當選標記     | 備註 |
| ---- | ---------------------- | ---------------- | ---------- | ------- | ------ | ------------ | ---- |
| 1991 | 第二屆國民大會代表選舉 | 台北縣第五選舉區 | 中國國民黨 | 29,928  | 11.23% |              |      |
| 2004 | 第六屆立法委員選舉     | 臺北縣第三選舉區 | 中國國民黨 | 44,136  | 8.31%  |              |      |
| 2008 | 第七屆立法委員選舉     | 臺北縣第八選舉區 | 中國國民黨 | 94,785  | 59.55% | 本屆選制更改 |      |
| 2012 | 第八屆立法委員選舉     | 新北市第八選舉區 | 中國國民黨 | 101,161 | 48.22% |              |      |
| 2016 | 第九屆立法委員選舉     | 新北市第八選舉區 | 中國國民黨 | 75,738  | 40.43% |              |      |

## 個人生活

### 財產
在監察院於2010年公布的財產申報公報中，張慶忠夫婦名下建物共4筆、土地110筆、存款達新臺幣4,190萬元、事業投資7,650萬元、債權6億8,508萬元，名下有價證券2億4,176萬元、珠寶、古董、字畫與其他具有價值的財產總價額高達2,732萬元。
2014年公布的財產申報中，張慶忠坐擁立院首富，共143筆土地、有價證券新台幣3億餘元、債權7億餘元，總財產逾12億，被稱為「立院首富」、「立院地王」。

## 外部連結
- 立法院 張慶忠委員簡介 （页面存档备份，存于）